# Dampfdruckthermometer
Dampfdruckthermometer sind Thermometer, die auf der Änderung des Dampfdruckes von Flüssigkeiten mit der Temperatur beruhen (siehe dazu auch Clausius-Clapeyron-Gleichung). Sie nutzen den Effekt, dass sich der Dampfdruck im Messbereich mit der Temperatur stärker ändert, als dies bei einem reinen Gas der Fall wäre.
Ihr Vorteil gegenüber z. B. Bimetallthermometern oder direkt anzeigenden Flüssigkeitsthermometern ist, dass der Messort weit entfernt vom Anzeigeort liegen kann.
Dampfdruckthermometer bestehen aus einem hermetisch abgeschlossenen Gefäß, welches eine für den Messbereich geeignete Flüssigkeit enthält. Das Gefäß ist über eine Rohrleitung mit einer Druckmesseinrichtung (z. B. Druckmessdose) verbunden, die einen Zeiger oder einen Schalter betätigt.
Dampfdruckthermometer werden an Wärmepumpen, Kältemaschinen, Kühltruhen, älteren Waschmaschinen, insbesondere jedoch in der Tieftemperaturtechnik (Kryotechnik) eingesetzt. Z. B. kann bei sehr tiefen Temperaturen die Temperatur von flüssigem Helium durch Messung des Dampfdrucks über der Heliumflüssigkeit genau bestimmt werden. Dadurch ist eine Temperaturmessung im Bereich von etwa 0,65…5 K möglich.